# Anne Pasquier
Anne Vachon-Pasquier, née en 1955, est une professeure émérite canadienne de la Faculté de théologie et des sciences religieuses de l'Université Laval (Québec). Son enseignement et ses recherches se sont concentrés dans le domaine du christianisme ancien, en particulier la littérature chrétienne ancienne,.

## Formation
Anne Pasquier obtient son doctorat à l'Université Laval en 1980 avec une thèse intitulée L'Évangile selon Marie (BG 1) : introduction, texte, traduction et commentaire.

## Contributions
Anne Pasquier enseigne plusieurs cours, notamment des séminaires sur la rhétorique religieuse et les approches littéraires en études bibliques. Elle contribue à l'enseignement de plusieurs cours de base en études religieuses, dans les programmes d'études des anciens élèves et les écoles d'été.
Elle publie, entre autres, plus d'une trentaine d'articles et plus d'une douzaine d'ouvrages en tant qu'auteur, et est éditrice scientifique de textes anciens ou éditrice d'ouvrages collectifs. Elle siège aux comités de rédaction de plusieurs revues scientifiques. Elle est membre du groupe de recherche sur le christianisme ancien et l'Antiquité tardive et du groupe de recherche sur la bibliothèque copte de Nag Hammadi, qui ont tous deux reçu d'importantes subventions. Elle continue d'être activement associée à la recherche grâce à sa participation au projet d'édition de textes coptes de Nag Hammadi, dirigé par le professeur Louis Painchaud.

## Principaux ouvrages

### Thèse
Anne Pasquier, L'Évangile selon Marie (BG 1) : introduction, texte, traduction et commentaire (thèse), Ottawa: Bibliothèque nationale du Canada, coll. « Canadian theses on microfiche = Thèses canadiennes sur microfiche, 60722 », 1984 (ISBN 9780315128118, OCLC 16039528)

### Livres
- Anne Pasquier, L'Evangile selon Marie: (BG 1), vol. 10, Québec, Canada: Presses de l'Université Laval, coll. « Bibliothèque copte de Nag Hammadi., Section "Textes" », 1983 (ISBN 9782763769943, OCLC 22380570)
- Louis Painchaud et Anne Pasquier, Les textes de Nag Hammadi et le problème de leur classification: actes du colloque tenu à Québec du 15 au 19 septembre 1993, vol. 3, Québec: Presses de l'Université Laval; Louvain: Peeters, coll. « Bibliothèque copte de Nag Hammadi., Section "Etudes" », 1995 (ISBN 9789068317497, OCLC 33942425)